# Horst Brückner (General)
Friedrich Christian Horst Brückner (* 16. Januar 1863 in Dresden; † 1. August 1933 ebenda) war ein sächsischer Generalmajor.

## Leben
Horst Brückner trat 1876 in den Kadettenkorps der sächsischen Armee ein und wurde nach langjähriger Erziehung 1880 zum Fähnrich beim Königlich-Sächsischen Fußartillerie-Regiment Nr. 12 in Metz ernannt. Am 12. Oktober 1881 avancierter er zum Leutnant und durchlief in den folgenden Jahren eine typische Militärlaufbahn, wonach er 1889 zum Oberleutnant befördert wurde. Er besuchte von 1891 bis 1893 die Kriegsschule in Berlin und stieg noch im selben Jahr zum Hauptmann und Kompaniechef auf. Ab 1898 diente er für drei Jahre als Lehrer der Waffenlehre an der Kriegsschule in Kassel. Nach seiner Rückkehr in den Truppendienst wurde er am 23. April 1904 zum Major befördert, wonach er noch im selben Jahr zum Unterdirektor der Artilleriewerkstatt in Dresden ernannt wurde. 1905 kehrte er als etatsmäßiger Stabsoffizier zu seinem Stammregiment zurück und übernahm in späteren Jahren das II. Bataillon des Regiments. Er stieg nachfolgend am 23. März 1910 zum Oberstleutnant und 9. Dezember 1911 zum Oberst auf und übernahm 1911 das Kommando über sein Stammregiment. 1913 wurde er Regimentskommandeur des neuaufgestellten 2. Fußartillerie-Regiment Nr. 19 und schied 1914 als Generalmajor aus dem aktiven Dienst aus.
Nach Ausbruch des Ersten Weltkrieges wurde er als Führer der Munitionskolonnen und des Trains reaktiviert, schied aber schon nach wenigen Monaten aufgrund gesundheitlicher Probleme erneut aus dem Dienst.
Er wurde unter großer Anteilnahme auf dem Urnenhain Tolkewitz begraben.